# Szczecińskie Towarzystwo Naukowe
Szczecińskie Towarzystwo Naukowe (STN), Societas Scientiarum Stetinensis – polskie towarzystwo naukowe

## Historia
Towarzystwo zostało utworzone w Szczecinie 4 grudnia 1956 z inicjatywy pracowników szczecińskich uczelni wyższych oraz Archiwum Państwowego, Muzeum Narodowego, Ośrodka Badań Archeologicznych, a także Biblioteki Miejskiej i Wojewódzkiej. Założycielami STN byli: prof. dr Leon Babiński (Politechnika Szczecińska), prof. dr Bolesław Górnicki (Pomorska Akademia Medyczna), Dyrektor Muzeum Narodowego doc. dr Władysław Filipowiak, doc. dr Józef Kolowca (Wyższa Szkoła Rolnicza), doc. dr Stefan Kownas (Wyższa Szkoła Rolnicza), dyrektor Wojewódzkiego Archiwum Państwowego dr Henryk Lesiński, doc. dr hab. Antoni Linke (Wyższa Szkoła Rolnicza), doc. Krzysztof Lisowski (Politechnika Szczecińska), prof. dr Marian Lityński (Wyższa Szkoła Rolnicza), prof. dr Czesław Murczyński (Pomorska Akademia Medyczna), prof. Z. Paryski (Politechnika Szczecińska) prof. Tadeusz Rosner (Politechnika Szczecińska), dr Stanisław Schwann (Politechnika Szczecińska), prof. dr Jan Słotwiński (Pomorska Akademia Medyczna), prof. dr Kazmierz Stojałowski (Pomorska Akademia Medyczna), dyrektor Pracowni Archeologicznej PAN, dr T. Wieczorowski (Stacja Archeologiczna w Szczecinie), dr Alfred Wielopolski (Politechnika Szczecińska), prof. dr Stanisław Zajączek (Pomorska Akademia Medyczna).

## Współczesna działalność STN
W 2014 Szczecińskie Towarzystwo Naukowe liczyło 334 członków, skupiało elitę naukową Szczecina – profesorów tytularnych, doktorów habilitowanych oraz stosunkowo nielicznych doktorów, legitymujących się znaczącymi osiągnięciami naukowymi, w tym młodych pracowników nauki wyróżnionych medalem Amicus Scientiae et Veritatis. Większość z nich to pracownicy szczecińskich uczelni wyższych – Uniwersytetu Szczecińskiego, Pomorskiego Uniwersytetu Medycznego, Zachodniopomorskiego Uniwersytetu Technologicznego w Szczecinie oraz Politechniki Morskiej.
Celem działalności STN jest podnoszenie poziomu życia naukowego o szerokim zasięgu społecznym. Realizuje to przez inicjowanie badań ważnych dla naświetlenia problemów regionalnych oraz prowadzenie działalności wydawniczej i edukacyjnej. Prowadził działalność popularnonaukową – było współorganizatorem Zachodniopomorskiego Festiwalu Nauki. STN składa się z pięciu wydziałów o różnych specjalnościach.

## Wydziały STN
- Wydział I Nauk Społecznych
- Wydział II Nauk Przyrodniczych i Rolniczych
- Wydział III Nauk Medycznych
- Wydział IV Nauk Matematycznych i Technicznych
- Wydział V Nauk Morskich